# Episodi di The Neighborhood (prima stagione)
La prima stagione della serie televisiva The Neighborhood, composta da ventuno episodi, è stata trasmessa in prima visione assoluta negli Stati Uniti d'America da CBS dal 1º ottobre 2018 al 22 aprile 2019. In Italia è stata trasmessa su Comedy Central dal 7 al 21 ottobre 2024.
| nº | Titolo originale               | Titolo originale                        | Prima TV USA     | Prima TV Italia |
| -- | ------------------------------ | --------------------------------------- | ---------------- | --------------- |
| 1  | Pilot                          | Benvenuti nel quartiere                 | 1º ottobre 2018  | 7 ottobre 2024  |
| 2  | Welcome to the Repipe          | Benvenuti al cambio tubo                | 8 ottobre 2018   | 7 ottobre 2024  |
| 3  | Welcome to the Spare Key       | Benvenuti alla chiave di riserva        | 15 ottobre 2018  | 8 ottobre 2024  |
| 4  | Welcome to the Housewarming    | Benvenuti all'inaugurazione della casa  | 22 ottobre 2018  | 8 ottobre 2024  |
| 5  | Welcome to Game Night          | Benvenuti alla serata dei giochi        | 29 ottobre 2018  | 9 ottobre 2024  |
| 6  | Welcome to the Anniversary     | Benvenuti all'anniversario              | 5 novembre 2018  | 9 ottobre 2024  |
| 7  | Welcome to the Barbershop      | Benvenuti dal barbiere                  | 12 novembre 2018 | 10 ottobre 2024 |
| 8  | Welcome to Thanksgiving        | Benvenuti al giorno del ringraziamento  | 19 novembre 2018 | 10 ottobre 2024 |
| 9  | Welcome to the Dinner Guest    | Benvenuti alla cena degli ospiti        | 3 dicembre 2018  | 11 ottobre 2024 |
| 10 | Welcome to the Stolen Sneakers | Benvenuti alle scarpe rubate            | 10 dicembre 2018 | 11 ottobre 2024 |
| 11 | Welcome to the Fundraiser      | Benvenuti alla raccolta fondi           | 17 dicembre 2018 | 14 ottobre 2024 |
| 12 | Welcome to Grover's Birthday   | Benvenuti al compleanno di Grover       | 14 gennaio 2019  | 14 ottobre 2024 |
| 13 | Welcome to Fight Night         | Benvenuti alla serata del combattimento | 4 febbraio 2019  | 15 ottobre 2024 |
| 14 | Welcome to the Yard Sale       | Benvenuti al mercatino dell'usato       | 11 febbraio 2019 | 15 ottobre 2024 |
| 15 | Welcome to Malcolm's Job       | Benvenuti al lavoro di Malcolm          | 18 febbraio 2019 | 16 ottobre 2024 |
| 16 | Welcome to the Big Payback     | Benvenuti alla grande vendetta          | 25 febbraio 2019 | 16 ottobre 2024 |
| 17 | Welcome to the Climb           | Benvenuti all'arrampicata               | 11 marzo 2019    | 17 ottobre 2024 |
| 18 | Welcome to Logan #2            | Benvenuto a Logan numero 2              | 25 marzo 2019    | 17 ottobre 2024 |
| 19 | Welcome to the Camping Trip    | Benvenuti al camping                    | 1º aprile 2019   | 18 ottobre 2024 |
| 20 | Welcome to the Repass          | Benvenuti al rinfresco funebre          | 15 aprile 2019   | 18 ottobre 2024 |
| 21 | Welcome to the Conversation    | Benvenuti alla conversazione            | 22 aprile 2019   | 21 ottobre 2024 |